# Слепов, Лазарь Андреевич
Ла́зарь Андре́евич Сле́пов (31 октября (17 октября) 1905, с. Старые Бурасы, Базарно-Карабулакская волость, Саратовский уезд, Саратовская губерния, Российская империя — 24 октября 1978, Москва, СССР) — советский партийный и политический деятель, журналист, учёный-историк. Кандидат экономических наук, доктор исторических наук, профессор.
Организовал кафедру партийного строительства в Высшей партийной школе при ЦК ВКП(б) и 20 лет был её заведующим.

## Биография
Родился 31 октября (17 октября по старому стилю) 1905 года в селе Старые Бурасы Базарно-Карабулакской волости Саратовского уезда Саратовской губернии.
В 1911 году учился в церковно-приходской школе, в 1912—1916 годы в земской начальной школе, в 1917 году в 5-м специальном классе средней школы.
В 1920 году вступил в ряды Ленинского коммунистического союза молодёжи, одновременно с организацией сельской его ячейки.
В 1921—1924 годах учёба в Саратовской советско-партийной школе.
В 1924 году начал работать в Саратовском уездном комитете комсомола. В 1926—1928 годы — член бюро, секретарь Саратовского губернского комитета комсомола, заведующий экономическим отделом, заведующий отделом агитации и пропаганды. В том году вступил в РКП(б).
В 1928 году призван в ряды Красной Армии.
По возвращении занимался организацией кооперативных союзов. Работал инструктором, затем членом правления в Нижневолжском краевом плодово-овощном союзе. С 1930 года — председатель Нижневолжском колхозсоюза.
В 1930 году женился на Ольге Антоновне Герасимовой, в браке родились сын и трое дочерей.
В 1931—1933 годы одновременно с работой в колхозсоюзе учился в Нижневолжском краевом отделении Института подготовки кадров красной профессуры.
В 1933—1937 годах учился в Аграрном институте красной профессуры при Центральном исполнительном комитете СССР, с 1934 года параллельно с учёбой преподавал политическую экономию в Сельскохозяйственной академии имени К. А. Тимирязева, с 1935 года читал лекции и вел семинары со слушателями Аграрного института красной профессуры.
В 1937 году — заведующий кафедрой политической экономии Среднеазиатском институте марксизма-ленинизма (филиал Института красной профессуры в Ташкенте) .
В 1938 году защитил диссертацию на соискание учёной степени кандидата экономических наук.
В 1938 году призван на партийную работу став заместителем заведующего отделом пропаганды и агитации ЦК Узбекской ССР. Участвовал в качестве одного из руководителей в строительстве Большого Ферганский канал.
В 1939 году поступил в докторантуру Института экономики АН СССР.
В начале 1940 года призван на партийную работу в аппарат ЦК ВКП(б), где работал помощником заведующего организационным отделом, занимаясь теоретическими вопросами партийного строительства. Создал кафедру партийного строительства в Высшей партийной школе при ЦК ВКП(б)/ЦК КПСС где проработал по совместительству более 20 лет заведующим кафедрой партийного строительства. Одновременно работал в инструкторском отделе ЦК ответственным организатором, затем заместителем заведующего инструкторским отделом.
Во время войны в Организационно-инструкторском отдел ЦК ВКП(б) возглавлял сектор информации, в эвакуации не был. Одновременно по поручению ЦК занимался строительством шоссейных дорог на западе СССР, подготовкой оборонительных сооружений, организацией подпольных партийных групп, организацией партизанского движения на Украине, Белоруссии, был уполномоченным Государственного комитета обороны по авиационной промышленности. Принимал участие в восстановлении народного хозяйства в Смоленской области и в республиках Прибалтики.
В 1946—1948 годы под руководством П. Н. Поспелова (главный редактор) и Алексея Александровича Кузнецова (куратор от Политбюро ЦК) работал редактором газеты «Правда» по отделу партийной жизни и членом редколлегии.
С 1948 года на идеологической работе в Отделе пропаганды и агитации ЦК ВКП (б), под руководством Д. Т. Шепилова был заместителем заведующего секторов пропаганды, науки, школ и вузов. Затем, после того, как Шепилов был снят по Ленинградскому делу, продолжил работу под руководством М. А. Суслова.
В 1952 году делегат XIX съезда ВКП (б), возглавлял редакционный аппарат съезда.
В 1952—1961 годы — редактор отдела партийной жизни газеты «Правда» и член редакционной коллегии под руководством Л. Ф. Ильичёва, Д. Т. Шепилова, П. А. Сатюкова.
Участник IV съезда СЕПГ. В 1955 году руководил делегацией советских журналистов во время нормализации отношений с Югославией. В феврале 1956 года делегат XX съезда КПСС.
В 1956 года — член редакционной коллегии и авторского коллектива учебника «Истории коммунистической партии Советского Союза» и всех последующих выпусков и редакций этого учебника.
В октябре 1961 года делегат XXII съезда КПСС.
С 1961 года научный сотрудник Института марксизма-ленинизма при ЦК КПСС, и. о. профессора МГУ. Член редакционной коллегии многотомной «Истории КПСС» под общей редакцией Б. Н. Пономарёва. 1964 году под его редакцией вышел второй том, посвящённый истории борьбы большевистской партии за свержение монархии в России в 1904 — февраль 1917.
В апреле 1964 года защитил диссертацию на соискание учёной степени доктора исторических наук. В сентябре 1964 года присвоено звание профессора МГУ имени М. В. Ломоносова по кафедре истории КПСС.
В последующие годы жизни, несмотря на болезнь, активно занимался научной, преподавательской и журналистской работой.
После тяжелой и продолжительной болезни сердца скончался 24 октября 1978 года в Москве в возрасте 72 лет . Похоронен на Кунцевском кладбище.

## Награды
- Орден Трудового Красного Знамени № 24103
- Орден Трудового Красного Знамени № 35818
- Орден Трудового Красного Знамени № 337639
- Орден Отечественной Войны II степени № 424981
- Орден «Знак Почёта» № 356142
- Медаль «За трудовую доблесть»
- Медаль «За отвагу»
- Медаль «За оборону Москвы»
- Медаль «В память 800-летия Москвы»
- Медаль «Ветеран труда»
- Медаль «За доблестный труд в Великой Отечественной войне»
- Юбилейная медаль «Тридцать лет Победы в Великой Отечественной войне 1941—1945 гг.»

## Труды

### Книги
- Слепов Л. А. О задачах развертывания массовой политической агитации: Обработ. стеногр. доклада на 1-м респ. совещ. работников пропаганды и агитации (20-24 мая 1939 г.). Ташкент : Узпартиздат, 1939. 48 с.
- Сторожев Я. В., Слепов Л. А. Проверка исполнения — важнейшая задача партийных организаций. М.: Госполитиздат, 1941. 40 с.
- Слепов Л. А. Приём в партию и воспитание молодых коммунистов. М.: Госполитиздат, 1943. 19 с. (В помощь партийному работнику)
- Слепов Л. А. Об Уставе ВКП(б). М.: Госполитиздат, 1945. 23 с. (Беседы с молодыми коммунистами)
- Слепов Л. А. Партийная информация: Стенограмма лекции, прочит. в Высшей школе парторганизаторов при ЦК ВКП(б) 25 января 1945 года : [На правах рукописи]. М.: Высш. школа парт. организаторов при ЦК ВКП(б), 1945. 15 с. (Курс партийного строительства/ Высш. школа парт. организаторов при ЦК ВКП(б))
- Слепов Л. А. Приём в партию и регулирование её состава: Стенограмма лекции, прочит. в Высш. парт. школе при ЦК ВКП(б). М.: Высш. парт. школа при ЦК ВКП(б), 1945. 13 с. (Курс партийного строительства/ Высш. парт. школа при ЦК ВКП(б)).
- Слепов Л. А. Проверка исполнения — основной метод большевистского руководства: Стенограмма лекции, прочит. в Высш. парт. школе при ЦК ВКП(б) / Высш. парт. школа при ЦК ВКП(б). Курс партийного строительства. М.: Высш. парт. школа при ЦК ВКП(б), 1946. 15 с.
- Слепов Л. А. Работа партийных организаций по приему в ряды ВКП(б). М. : Воен. изд-во, 1946. 20 с. (В помощь преподавателю, дивизионной школы партийного актива. Партийное строительство и политическая работа в Красной Армии).
- Слепов Л. А., Шепилов Д. Второе издание биографии товарища И. В. Сталина. Симферополь: Крымиздат, 1947. 32 с.
- Слепов Л. А. Устав ВКП(б) — основа партийной жизни. М. : Гос. изд-во полит. лит., 1947. 15 с. (Беседы с молодыми коммунистами)
- Слепов Л. А., Броварский Г. Б. Об уставе ВКП(б). М.: Правда, 1947. 80 с.
- Слепов Л. А. Освещение в газетах вопросов партийной жизни: Стенограмма лекции, прочит. в Высш. парт. школе при ЦК ВКП(б) / Л. А. Слепов ; Высш. парт. школа при ЦК ВКП(б). Курс журналистики. М.: Высш. парт. школа при ЦК ВКП(б), 1948. 24 с.
- Слепов Л. А. Подбор кадров, их выдвижение и расстановка: Стенограммы лекций, прочит. в Высш. парт. школе при ЦК ВКП(б) / Высш. парт. школа при ЦК ВКП(б). Курс парт. строительства. М.: Высш. парт. школа при ЦК ВКП(б), 1948. 43 с.
- Слепов Л. А. Большевистский метод критики и самокритики: Стенограмма лекции / Высш. парт. школа при ЦК ВКП(б). Курс парт. строительства. М.: Высш. парт. школа при ЦК ВКП(б), 1950. 19 с.
- Слепов Л. А. Партийная информация: Стенограмма лекции… / Высш. парт. школа при ЦК ВКП(б). Курс парт. строительства. 2-е изд. М.: Высш. парт. школа при ЦК ВКП(б), 1950. 16 с.
- Слепов Л. А. О большевистском стиле в партийной работе: Стенограмма лекций / Высш. парт. школа при ЦК ВКП(б). Кафедра парт. строительства. М.: Высш. парт. школа при ЦК ВКП(б), 1950. 32 с.
- Слепов Л. А. Марксистско-ленинское образование коммунистов. Партийная пропаганда: Лекция… / Высш. парт. школа при ЦК ВКП(б). Кафедра парт. строительства. М. : Высш. парт. школа при ЦК ВКП(б), 1951. 20 с.
- Слепов Л. А. О произведениях И. В. Сталина «Об основах ленинизма» и «К вопросам ленинизма». М.: Госполитиздат, 1952. 32 с. (В помощь пропагандисту)
- Слепов Л. А. Задачи и содержание курса «Партийное строительство»: Лекция… / Высш. парт. школа при ЦК КПСС. Кафедра парт. строительства. М.: Высш. парт. школа при ЦК КПСС, 1953. 24 с.
- Слепов Л. А. О стиле в партийной работе. М.: Госполитиздат, 1953. 132 с.
- Слепов Л. А. Коммунистическая партия — руководящая сила советского общества. М.: Госполитиздат, 1954. 72 с. (Популярная б-чка по марксизму-ленинизму)
- Слепов Л. А. Местные партийные органы: Лекции, прочит. в Высш. парт. школе при ЦК КПСС / Высш. парт. школа при ЦК КПСС. Кафедра парт. строительства. М.: Высш. парт. школа при ЦК КПСС, 1954. 63 с.
- Слепов Л. А., Шитарёв Г. И. Ленинские нормы партийной жизни и принципы партийного руководства. М.: Знание, 1956. 55 с. (Серия 1/ Всесоюз. о-во по распространению полит. и науч. знаний; № 17-18).
- Слепов Л. А. Коммунистическая партия — авангард, руководящая сила советского народа в борьбе за коммунизм: Лекции… / Высш. парт. школа при ЦК КПСС. Кафедра парт. строительства. М.: Высш. парт. школа при ЦК КПСС, 1956. 48 с.
- Слепов Л. А., Платковский В. В. По Югославии: (Заметки журналистов). М. : Знание, 1956. 48 с. (Серия 7/ Всесоюз. о-во по распространению полит. и науч. знаний; № 6).
- Слепов Л. А. Вопросы воспитания кадров. М. : Правда, 1956. 119 с.
- Слепов Л. А. Критика и самокритика в работе партийных организаций: Лекция… / Высш. парт. школа при ЦК КПСС. Кафедра парт. строительства. М.: Высш. парт. школа при ЦК КПСС, 1956. 23 с.
- Слепов Л. А. Членство в партии: Руководство приемом в партию новых членов : Лекции… / Высш. парт. школа при ЦК КПСС. Кафедра парт. строительства. М.: Высш. парт. школа при ЦК КПСС, 1956. 38 с.
- Слепов Л. А. Высшие и местные органы партии: Лекции… / Высш. парт. школа при ЦК КПСС. Кафедра парт. строительства. М.: Высш. парт. школа при ЦК КПСС, 1958. 128 с.
- Слепов Л. А. Устав КПСС — воплощение ленинских норм партийной жизни: Лекции… / Высш. парт. школа при ЦК КПСС. Кафедра парт. строительства. — Москва : Изд-во ВПШ и АОН, 1959. 40 с.
- Слепов Л. А. Новый этап в развитии ленинских организационных принципов: В помощь студентам заоч. и вечернего обучения, изучающим материалы XXII съезда КПСС.: Росвузиздат, 1963. 29 с.
- Слепов Л. А. Ленинская партия — партия пролетарского интернационализма. М.: Политиздат, 1970. 294 с.
- Слепов Л. А. История КПСС — важнейшая общественная наука. 2-е изд. М. : Политиздат, 1971. 56 с.
- Слепов Л. А. Возрастание руководящей роли партии в строительстве коммунизма. М. : Мысль, 1972. 85 с. (Социально-экономические проблемы/ XXIV съезд КПСС).
- Слепов Л. А. Большевистский метод критики и самокритики. / Высш. парт. шк. при ЦК ВКП(б), Каф. партийн. стр-ва. — М. : [б. и.], 1951
- Слепов Л. А. Возникновение большевизма (к 70-летию II съезда РСДРП). / Высш. парт. шк. при ЦК ВКП(б), Каф. партийн. стр-ва. — М.: Знание, 1973. 64 с. Новое в жизни, науке, технике. Серия «История». 4
- Слепов Л. А. КПСС — интернационалистская партия рабочего класса. М. : Знание, 1974. 64 с. Новое в жизни, науке, технике. Серия «История и политика КПСС». № 1
- Слепов Л. А. Устав КПСС — закон внутрипартийной жизни. М.: Знание, 1972. 48 с. Новое в жизни, науке, технике. Серия «История и политика КПСС». № 8

### Редакция
- История коммунистической партии Советского союза. Под ред. Б. Н. Пономарева. И. М. Волков, М. С. Волин, В. С. Зайцев, А. П. Кучкин, И. И. Минц, Л. А. Слепов, А. И. Соболев, А. А. Тимофеевский, В. М. Хвостов, Н. И. Шатагин, Государственное издательство Политическая литература, М.,1959 г.; Второе издание, 1962 год
- История коммунистической партии Советского союза. Под ред. Б. Н. Пономарёва. И. М. Волков, М. С. Волин, В. С. Зайцев, А. П. Кучкин, И. И. Минц, Л. А. Слепов, А. И. Соболев, Б. С. Тельпуховский, А. А. Тимофеевский, В. М. Хвостов. Издание третье, дополнительное. М.: Политиздат, 1966; четвёртое издание, 1970; пятое издание 1982.
- Ленин и международное рабочее движение. Под ред. Л. А. Слепова, Г. А. Деборин, М. И. Пшедецкий, К. Л. Селезнев, Л. А. Слепов, Л. Г. Темкин Ф. И. Фирсов, изд. Мысль, 1969.
- Партия большевиков в февральской революции 1917 года. Под ред. Д. М. Кукина, авторский коллектив И. А. Алуф, И. П. Лейберов, Д. М. Кукин, Л. А. Слепов. Политиздат, М., 1971 г.
- Ленинские организационные принципы и вопросы партийного строительства на современном этапе. Л. А. Слепов (руководитель), И. Н. Юдин, И. А. Барсуков и др., Политиздат М., 1971 г.
- История КПСС. Том 2. Под общей ред. Б. Н. Пономарёва. Авторский коллектив ИМЛ под руководством Л. А. Слепова. Борьба большевистской партии за свержение царской монархии (1904—1917 годы). Политиздат, М, 1972 г.
- Большевизм и реформизм / Л. А. Слепов, И. А. Алуф, С. Л. Титаренко и др.; Редкол.: А. Ф. Костин и др. ; Предисл. А. Ф. Костина. 2-е изд., доп. М. : Политиздат, 1978. 384 с.

### Статьи
- Отзовисты / Слепов Л. А. // Никко — Отолиты. — М. : Советская энциклопедия, 1974. — (Большая советская энциклопедия : [в 30 т.] / гл. ред.  А. М. Прохоров ; 1969—1978, т. 18).